# 陶罐燉煮
陶罐燉煮（英語：或法語：）是一種把整隻動物在緊密蓋好的容器（例如：陶罐、陶壺、砂鍋等）內燉煮一段長時間的煮食方法。這種煮食方法主要是用於處理打獵時的獵物或魚，經處理後放進砂鍋或陶壺裡燉煮，常見於法式料理，以保存食物的肉汁及血水。

## 另見
- 燉煮